# 钟庆发
钟庆发（1910年—1986年），广东蕉岭人，生于印度尼西亚，中华人民共和国政治人物、外交官，中华全国归国华侨联合会原副主席、秘书长，第二、三届全国人大代表，第五届全国政协委员。